# Henriëtte Caroline van Palts-Zweibrücken

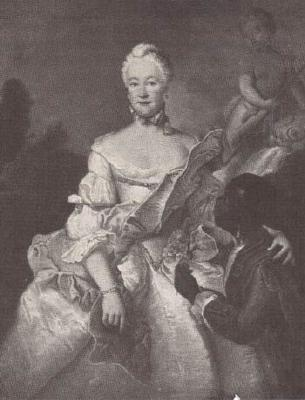
Henriëtte Caroline van Palts-Tweebruggen

Henriëtte Christina Caroline Philippine Louise van Palts-Zweibrücken (Straatsburg, 9 maart 1721 — Darmstadt, 30 maart 1774) was de echtgenote van landgraaf Lodewijk IX van Hessen-Darmstadt. Ze stond ook wel bekend als ‘de grote landgravin’, een bijnaam die ze van Goethe kreeg.

## Leven
Ze was het eerste kind van Christiaan III van Palts-Zweibrücken en diens echtgenote Carolina, dochter van graaf Lodewijk Crato van Nassau-Saarbrücken. 
Ze trad op 12 augustus 1741 in het huwelijk met Lodewijk IX van Hessen-Darmstadt. Uit hun huwelijk werden acht kinderen geboren:
- Caroline (1746-1821), gehuwd met Frederik V van Hessen-Homburg
- Frederika (1751-1805), gehuwd met Frederik Willem II van Pruisen
- Lodewijk X (1753-1830), landgraaf, later groothertog van Hessen-Darmstadt
- Frederika Amalia (1754-1832), gehuwd met Karel Lodewijk van Baden, moeder van Karel van Baden
- Wilhelmina Louisa (1755-1776), gehuwd met Paul I van Rusland
- Louise (1757-1830), gehuwd met Karel August van Saksen-Weimar-Eisenach
- Frederik (1759-1802)
- Christiaan Lodewijk (1763-1830)

Ze was bevriend met veel schrijvers en filosofen uit haar tijd, zoals Goethe, Christoph Martin Wieland en Johann Gottfried von Herder. Ze had ook contact met Frederik II van Pruisen, die veel respect voor haar had. Na haar dood in 1774 stuurde hij een urn naar Darmstadt met de tekst ‘femina sexo, ingenio vir’ (een vrouw van geslacht, een man van geest).
- Gemeinsame Normdatei: 118560271
- International Standard Name Identifier: 0000 0000 6675 2863
- Library of Congress Control Number: n86132894
- Nationale Bibliotheek van Israël: 987007263781905171
- Nederlandse Thesaurus van Auteursnamen: 126250634
- Système universitaire de documentation: 163925828
- Virtual International Authority File: 15561402
- WorldCat: E39PBJjXh4XYvtmhXVg7wMtdwC